# كل يالي
كل يالي (بالتركية: Gülyalı)‏ هي بلدة ومُديريَّة تقع في ولاية أردو بتركيا. تصل مساحتها إلى 73.4 كم².